# 영남제일관
대구광역시 수성구 만촌동에 위치한 대구광역시의 문화유산으로, 일제 강점기 시기 철거된 대구읍성의 남쪽 성문을 재현한 건축물이다. 현재의 영남제일관은 대구의 향토상징 관문으로서, 금호강과 함께 대구 시민들이 자연의 아름다움을 만끽할 수 있는 장소로 조성되어 있다.

## 역사
영남제일관의 역사는 곧 대구읍성의 역사이다. 임진왜란 시기 대구읍성이 파괴된 뒤, 1736년(영조 12년)에 대구읍성을 다시 재건하는 과정에서, 동문인 진동문, 서문인 달서문, 북문인 공북문과 함께 남문인 영남제일관이 탄생하였다.
당시의 영남제일관은 대구시 중구 남성로 약전골목과 종로가 만나는 지점에 존재했다고 알려지며, 나머지 3개의 문에 비해 규모가 가장 크고, 아름다웠다고 한다.  그러나 1906년 일제 강점기 일제의 대구읍성 철거로 인해, 영남제일관 역시 읍성과 성문들이 철거되고 만다.
현재의 영남제일관은 대구시가 1980년 대구상징물 복원사업을 통해 재건한 것이며, 만촌동 망우당공원에 위치해 있다.

## 형태
복원된 영남제일관은 중층문루에 팔작지붕을 얹어 조선 후기의 건축양식을 반영하였으며, 현대적 감각을 살려 철근 콘크리트로 지어졌다. 건물의 높이는 23m, 연건평은 약 197㎡이며, 성벽은 높이 8m, 폭 9m, 길이 52m로 화강암 분석으로 쌓아 옥 무늬를 장식하였다. 형태는 원래 모습을 참조하였으나 규모는 더 크다.
그러나 당시 제대로 기록된 사진자료가 없어 복원에 상당한 어려움을 겪었고, 콘크리트로 지어졌다는 점 때문에 규모나 품격이 대구읍성의 남문에 못 미친다는 평가가 많다. 과거엔 시설도 제대로 관리되지 않아 페인트칠이 벗겨진 곳이 많았고, 성벽이 새똥, 거미줄 등의 오물로 범벅되어 있었다고 한다. 현재는 많은 개선이 이루어져 대구의 야경 명소로도 자리 잡았다.

## 교통
대중교통을 이용할 경우, 대구역에서 칠성시장 방면 1호선 지하철을 타고 아양교역에서 하차한 후, 아양교역 2번 출구로 나와 간선 814번 버스로 환승하여 망우당공원 건너 정류장에서 하차하면 도보 1분 거리에 위치해 있다. 주차는 근처에 있는 호텔인터불고대구 주차장을 이용할 수 있다.